# Jacamar dorsifosc
El jacamar dorsifosc (Brachygalba salmoni) és una espècie d'ocell de la família dels galbúlids (Galbulidae) que habita la selva humida, sovint a prop de corrents fluvials, de l'est de Panamà i nord-oest de Colòmbia.